# Moulhard
Moulhard település Franciaországban, Eure-et-Loir megyében. Lakosainak száma 139 fő (2022. január 1.). Moulhard Luigny, Unverre és Les Autels-Villevillon községekkel határos.

## Népesség
A település népességének változása:
| Lakosok száma | 213  | 172  | 151  | 153  | 151  | 146  | 142  | 139  | 139  | 139  |
|               | 1968 | 1982 | 1990 | 2006 | 2013 | 2015 | 2017 | 2019 | 2020 | 2022 |